# Eriocaulon plumbeum
Eriocaulon plumbeum là một loài thực vật có hoa trong họ Eriocaulaceae. Loài này được Mart. ex Colla mô tả khoa học đầu tiên năm 1836.